# Nakrang
Nakrang-guyŏk (Hán Việt: Nhạc/Lạc Lãng khu vực) là một trong 19 đơn vị hành chính của thủ đô Bình Nhưỡng, Cộng hòa Dân chủ Nhân dân Triều Tiên. Khu vực nằm bên bờ sông Đại Đồng, phía bắc giáp với Songyo-guyok, phía đông là Ryokpo-guyok, và phía nam là Chunghwa và Kangnam.
Theo Hán thư, Lạc Lãng quận xưa kia gồm có 27 khu vực và có dân số lên tới trên 406.748 người. Nằm ở ven sông Đại Đồng và gần tương đương với vị trí Bình Nhưỡng ngày nay, các bằng chứng khảo cổ đã chứng minh rằng quận lị nằm tại khu vực Nakrang ngày nay sau khi Vương Kiệm Thành (Wanggeom-seong) bị tàn phá, kinh đô cũ của Cao Câu Ly nằm tại Bình Nhưỡng và nó được tuyến bố là nơi đóng quận lị của Lạc Lãng quận.
Trong thời Nhật Bản đô hộ, khu vực là một phần của Taedong. Taedong sau đó trở thành một phần của Bình Nhưỡng và được chia thành khu vực Dong và hai huyện Kangnam và Chunghwa. Nakrang-chính thức trở thành một khu vực riêng vào năm 1959.
Khu vực được biết đến với nhiều lăng mộ Cao Câu Ly rải rác ở nhiều nơi và đã được người Nhật khám phá ra từ đầu thập niên 1990. Các nhà khảo cổ Nhật Bản là Torrii Ryuzo và Imanishi Ryu bằng các công cụ đặc biệt đã tìm thấy tại Tosong-ri với trên 1.500 ngôi mộ, với 63 cái nằm tại Chongbaek-dong. Tuy nhiên, Bắc Triều Tiên tuyên bố rằng tất cả các ngôi mộ đều là từ thời Cao Câu Ly, phủ nhận sự tồn tại của Lạc Lãng quận của người Hán, coi đây là một thành bang của Cao Câu Ly và hàng nghìn hiện vật Trung Hoa được phát hiện là do thương mại giữa vương quốc Lạc Lãng và người Hán.
Năm 2008, dân cư khu vực Nakrang là 282.681 người, gồm 134.766 nam và 147.915 nữ.